# Natalija Matolinec
Natalija Jaroslavivna Matolinec (ukrajinsky Наталія Ярославівна Матолінець, * 20. prosince 1990 Lvov) je ukrajinská spisovatelka, básnířka a novinářka, autorka povídek a populárních urban fantasy románů pro děti a mládež. Ve svých dílech propojuje historii a kulturní dědictví střední a východní Evropy s městskými legendami a magií a s mytologiemi z celého světa i geopolitickými vztahy. Dlouhodobou inspiraci pro ni představuje Praha. Je autorkou několika románů a věnuje se také žurnalistice, kterou vystudovala na univerzitě ve Lvově. Za své literární počiny získala mnoho ocenění, roku 2023 jí Evropská společnost Science Fiction (ESFS) udělila cenu Chrysalis.

## Biografie
Natalija Matolinec se narodila a vyrostla ve Lvově na západní Ukrajině. Během školních let navštěvovala literární studio a psala pro kamarády a spolužáky příběhy o lvovských kouzelnících. V roce 2013 dokončila studium žurnalistiky a získala magisterský titul na Národní univerzitě Ivana Franka ve Lvově.
Upozornila na sebe vítězstvím ve dvou literárních soutěžích v roce 2017. V roce 2022 působila jako literární rezidentka Gdaňského kulturního institutu a programu Gdaňsk – město literatury, v rámci programu Praha město literatury UNESCO pobývala v září a říjnu 2023 v Praze, hostovala na festivalech a panelových diskusích v Polsku, České republice, Bulharsku, Švédsku a Velké Británii.
Knihy a povídky Natalije Matolinec byly přeloženy do polštiny, češtiny a angličtiny. Román Варта у Грі. Артефакти Праги vyšel v roce 2023 pod názvem Hra temné čarodějky – Bitva začíná v českém překladu v nakladatelství Fragment. Je to městská fantasy, která se odehrává ve Lvově, ale později se postavy přesunou také do Prahy, aby ji prozkoumaly.
Děj další připravované románové trilogie se bude odehrávat v období Belle Époque (1890–1914) v Rakousko-Uhersku. Postavy pocházejí ze Lvova, z Polska a z Čech a budou hodně cestovat. Při pobytu v Praze našla autorka spoustu malebných míst a zákoutí, které chce do příběhu zakomponovat, ale chce, aby to nebyl jen příběh o místě, ale také o geopolitice, protože doba Rakousko-Uherska je vnímána jiným způsobem v Čechách a jinak na Ukrajině.

## Ocenění
Je držitelkou ocenění redakce BaraBooka za debut roku v próze za román Варта у Грі (2018) a za nejlepší sérii (2021). K jejím dalším úspěchům patří užší výběr mezi BBC Children Book (2019), Navyvorit teen literature prize (2019) a BaraBooka top (2019, 2022). V roce 2023 získala cenu Chrysalis od Evropské společnosti Science Fiction (ESFS),

## Dílo
Ve svých příbězích se Matolinec věnuje zejména historii, kulturním dědictvím a mytologiím středo- a východoevropských zemí. Je autorkou několika románů, včetně trilogie městské fantasy Варта у Грі, která se odehrává ve Lvově, Praze a Budapešti.
- Питання людяності (2017)
- Варта у Грі (2018)
- Гессі (2018)
- ДЕREЗА (2018)
- Брама. Багряні ночі (2018)
- Варта у Грі. Артефакти Праги (2019)
- Академія Аматерасу (2019)
- Кишеньковий мандруарій. Подорожі фантастичним транспортом (2019)
- Керамічні серця (2020)
- Моє Різдво. 12 історій про дива, які поряд (2020)
- Варта у Грі. Кров Будапешта (2021)
- Всі мої Ключі і Ґайя (2022)

### Cizojazyčné překlady
- Strażnik zagrożenia (2022, polsky)
- A Box for Buttons, Tips and Rose Petal Jam (2023, anglicky)
- Hra temné čarodějky – Bitva začíná (2023, česky)